# Schönau (Herrschaft)

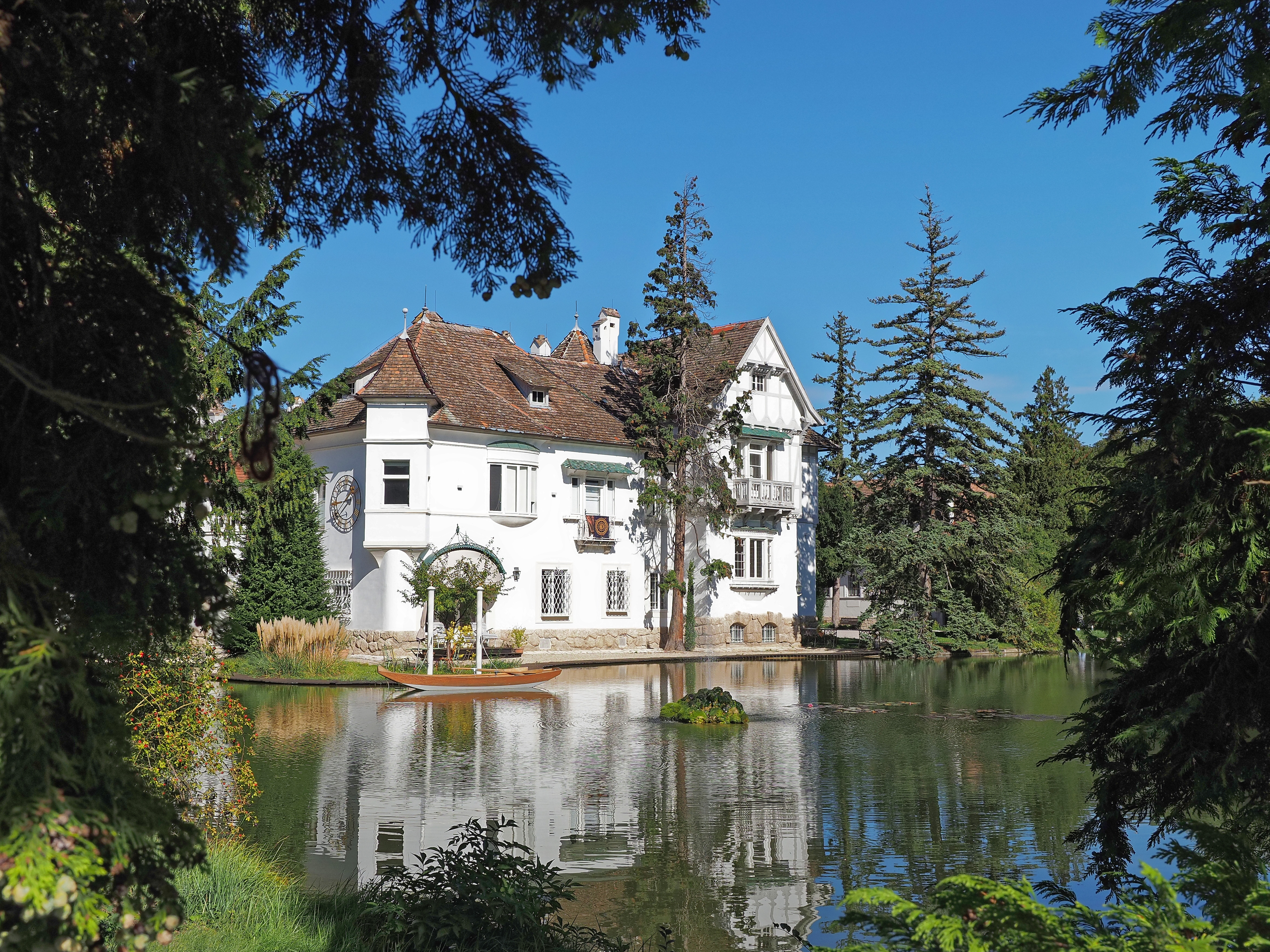
Schloss Schönau, Sitz der Verwaltung (2019)

Die Herrschaft Schönau war eine Grundherrschaft im Viertel unter dem Wienerwald im Erzherzogtum Österreich unter der Enns, dem heutigen Niederösterreich.

## Ausdehnung
Die Herrschaft umfasste zuletzt die Ortsobrigkeit über Günselsdorf, Schönau, Sollenau und Blumau. Der Sitz der Verwaltung befand sich im Schloss Schönau.

## Geschichte
Letzter Inhaber der Herrschaft, die teils als Allod und teils als Lehen gehalten wurde, war Daniel Bernhard Freiherr von Eskeles (1803–1876), letzter Chef des Bankhauses Arnstein & Eskeles, bis dieser nach den Reformen 1848/1849 die Herrschaft auflöste. Blumau war ein Allod von  Baronin Julie von Widmann (1804–1852), eine geborene Puthon, die auch in Enzesfeld begütert war.